# Lola Melnick
Olga Melnyk (nascida Olga Ivanovna Melnyk, em russo:  Ольга Ивановна Мельник; Odessa, 29 de outubro de 1982), mais conhecida como Lola Melnick, é uma apresentadora, bailarina ucraniana-chilena, nascida na então RSS da Ucrânia, que fazia parte da União Soviética, hoje, Ucrânia. Em 2009, ela se tornou cidadã chilena naturalizada por meio de carta de naturalização, após ter residido no Chile com vistos legais e depois com residência permanente por um total de cinco anos.

## Biografia
Lola Melnick nasceu em uma família de etnia russa em Odessa, RSS da Ucrânia (atual Ucrânia), uma república da União Soviética. Seu pai era diplomata e por isso se mudou para a França, fazendo-a deixar sua cidade aos 14 anos. Na França aprendeu a falar francês e inglês, falando ainda espanhol e português.

### Carreira
Lola foi dançarina na Argentina, Chile e Brasil (na Band e no SBT). Em terra chilena, Lola apresentou um programa sobre animais e ainda participou de concursos de patinação do gelo, corrida de caminhões e competição de canto.
Foi entrevistada por Jô Soares em novembro de 2008 no "Programa do Jô". Lola foi descoberta por Jô Soares no Chile, e lá descobriu que Lola era apaixonada pelo Brasil e que vinha passar férias no país sempre. Mais tarde, em 2009, foi convidada para participar do "Band Folia", dando início a sua carreira no Brasil. 
Logo após Lola se tornou jurada em um programa de dança no SBT, chegando a 13 pontos de audiência. Também apresentando pela primeira vez no SBT um programa de carnaval, o "SBT Folia", com ótimo público, e que chegou a ultrapassar a audiência do Band Folia, na sua antiga emissora. 
Em 2011, foi jurada do reality de dança "Se Ela Dança, Eu Danço", do SBT.
Em 2013, foi preparadora de dança do programa "Famoso Quem?", do SBT.
Foi capa da edição de dezembro de 2014 da edição brasileira revista masculina Playboy.
Foi madrinha de bateria da escola de samba Unidos do Peruche.
Em 2017, foi uma das entrevistadoras do quadro “Elas Querem Saber” no "Programa Raul Gil", no SBT.
De 2018 a 2024, foi jurada do quadro “Dez ou Mil” no "Programa do Ratinho", no SBT.

### Vida Pessoal
Namorou os cantores sertanejos Eduardo Costa e Tiago.

## Trabalhos
| Televisão | Televisão                             | Televisão                     | Televisão         | Televisão |
| Ano       | Título                                | Notas                         | Emissora          | País      |
| --------- | ------------------------------------- | ----------------------------- | ----------------- | --------- |
| 2001–2002 | El portal de las Mascotas             | Repórter em dupla             | Telefé            | Argentina |
|           | El sodero de mi vida                  | Atriz                         | Canal 13          | Argentina |
| 2002–2004 | Morandé con compañía                  | Modelo e apresentadora        | Megavisión        | Chile     |
|           | La ley de la Selva                    | Repórter                      | Megavisión        | Chile     |
| 2009      | Uma Escolinha Muito Louca             | Ela mesma, Lola Mello         | Rede Bandeirantes | Brasil    |
| 2010      | Band Folia                            | Repórter                      | Rede Bandeirantes | Brasil    |
| 2011      | SBT Folia                             | Repórter                      | SBT               | Brasil    |
| 2011      | Se Ela Dança, Eu Danço                | Jurada                        | SBT               | Brasil    |
| 2011      | Domingo Legal                         | Repórter Qual É o Seu Desejo? | SBT               | Brasil    |
| 2012      | Programa Eliana                       | Repórter temporária           | SBT               | Brasil    |
| 2012–2013 | Cante se Puder                        | Jurada                        | SBT               | Brasil    |
| 2013      | Famoso Quem?                          | Professora de dança           | SBT               | Brasil    |
| 2017      | Programa Raul Gil – Elas Querem Saber | Entrevistadora                | SBT               | Brasil    |
| 2018–2024 | Programa do Ratinho – Dez ou Mil      | Jurada                        | SBT               | Brasil    |